# UNIDOTS
UNIDOTS（ユニドッツ）は、日本の二人組音楽ユニット。
瑞葵（Vo./Lyrics/songwriter/design）、金野倫仁（songwriter/producer/Ba./Gt.）を中心に活動。2016年結成。愛称は「ゆに」。

## 概要
- ユニット名は、ドット（個）の集合体であり、単数と複数という逆の言葉を合わせたものである[1]。
- 活動編成は、瑞葵（Vo.）と金野（Ba.）、ギター、ドラム、キーボードをサポートメンバーに迎えたバンド編成と、瑞葵（Vo.）と金野（Gt.）でアコースティックライブを行う編成がある。当初は、後者をunidotsと小文字で表記していた。
- 瑞葵はmizukiとして澤野弘之による音楽プロジェクトSawanoHiroyuki[nZk]に参加。金野は初音ミク「マジカルミライ」、「MIKU EXPO」にベーシストとして参加する等、個人としても多岐に渡り活動している。

## 音楽性
- 作詞は瑞葵が、作曲は金野が担当。
- その音楽性は、「バンドサウンド＋プリセットされた同期がもたらすサウンドのフレキシブルさや、エレクトロを積極的に取り入れたトレンド性や、逆に80's性、そしてファンキーでハネる部分や、対してメロディにしてもそこはかとない歌謡性や哀愁も特徴的」[2]と称される。
- 他方で、「清らかさと仄暗さを併せ持ったボーカル、情熱的でありながらどこか冷ややかさを感じる楽曲、密室的な空気があるかと思えばパッと開かれるメロディ」[3]、「普遍的な日常を独自の感覚で切り取った歌詞と、叙情的でありながら時にユーモラスな展開をみせる旋律とで丁寧に紡がれた楽曲は、温かさのなかにある冷たさといった相反するものが常に共存する現実を映し出している」[4]と言われる通り、ユニット名同様、二律背反でアンビバレントな面が音楽性に表れる。
- 二人編成でのアコースティックワンマンライブは、アンビバレントな中二階を意味する「mezzanine」をイベント名に冠する。
- 金野はUNIDOTSの原形を「共通して持っている景色、色、思い出の中にある風景に共通認識があって、それを書き出すこと」と話し、瑞葵も「うちらはそれが音楽で、こんなに分かり合えるのが初めて！というのが最初の部分」と話す。 [5]瑞葵は金野の作曲について「憧憬、原風景」 [6]といい、金野は瑞葵の歌について「その歌声があり、歌詞があり、もうそれだけで成り立つ世界観」「瑞葵の歌が始まった瞬間にUNIDOTSの世界に誘い惹き込んでいく自信はある」[7]と公言する。

## 制作活動

### 音楽制作
- 2016年の活動開始当初は、金野は音源や映像を作るという定石に向かって動きたくなかったため、ホームページを作らず、またCD音源等のリリースも一切行わず、ライブを活動の中心としていた。その理由に、二人の性質に共通している部分である「あまのじゃく」（金野）を挙げており、「これをやったら、多分こうなる」といった、おおよその結果が見えている事柄を逆算して動くのがつまらないと感じる性質があったためである[8]。
- そのため、初のMVである「舗道に咲いた花」は、活動開始から２年経過後の2018年12月8日に公開されており[9]、1st EP「複雑因子 - complex factor -」はさらに１年経過後の2019年11月4日にライブ会場限定で先行リリースされている[10]。
- 2023年10月22日「編み直す」という意味を込めた「reweave」を冠したワンマンライブを開催。これを期に過去リリースされた楽曲も「reweave」を冠して編曲され、公式YouTubeに掲載されている。これについて、瑞葵は「前に進むため」だという[11]。
- 制作に当たり「僕らの終着点」「あなたは嘘つきだ」は、外部プロデューサーに西陽仁が [12]、「溺れた魚」「潜熱」はCo-write & 編曲にKOHTA YAMAMOTOがそれぞれ参加。2023年12月１日には台湾のミュージシャンNeciKen（南西肯恩）[13]と制作した楽曲「Chasing / Tracing」をリリースする等、音楽の幅を広げている。

## ファンコミュニティ内コンテンツ
- 独立に伴い2022年4月7日Bitfanにてリニューアルされたオフィシャルサイト兼オフィシャルファンコミュニティが公開。2024年７月27日同コミュニティの正式名称が「muzik magic」（みゅーじく まじっく）となる。
- コンテンツには、中心となるラジオ「しゃべるUNIDOTS」、瑞葵と金野がテーマに沿ったオリジナルプレイリストを紹介し合う「でぃぐるUNIDOTS」[注 1][14]、ダイアリーコンテンツ「ゆにっき」、ファンとの交流チャット、ライブ映像やVlog等の映像コンテンツ等がある。なお、「しゃべるUNIDOTS」は2024年7月10日に第100回を迎えた。
- muzik magic会員は「猛者であり理解者」（金野）として「MoSa（もさ）」と呼ばれる。3rd EP「いとととい」同封のブックレットには、Special thanksに「All MoSa」と書かれている。

## その他
- アートワークやオリジナルグッズのデザインは主として瑞葵が行う。また、ペシミストに由来する、瑞葵自身の悲観主義的な部分を投影したキャラクター「ぺしみ」も描いており、マスコットキャラクターとしてグッズや告知等に登場する。
- 瑞葵の出身地である福島県やいわき市は「しゃべるUNIDOTS」にてたびたび話題に上る[注 2]ほか、風景はグッズやビジュアライザーのモチーフとして使用される[注 3]。
- MV（ミュージックビデオ）では西田幸司（アートディレクション[注 4]）やますだみく（イラスト[注 5]）、告知ビジュアル等デザインでは永尾仁（タイポグラフィック）らとのコラボレーション実績がある。

## メンバー

### 瑞葵 / mizuki（みずき）
- 11月1日生まれ。瑞葵は本名であり、姓は非公表。ボーカルと作詞、アートワークのデザインを担当。福島県いわき市出身。血液型AB型。愛称は「みーちゃん」ほか。好きなものはパンダ、部屋の模様替え等。影響を受けた著名人に、成田美名子、山本文緒、星新一、よしながふみ、矢野顕子、宇多田ヒカル、水木しげる等を挙げる。愛猫家。
- 子供の頃の最初の夢は漫画家であり、金野と共通の趣味も漫画である。また、子供の頃は歌も好きで、絵を描きながら歌っていたところ、父から「歌手にでもなるの?」と言われたことで、自らの将来の選択肢が広がったという[18]。
- 元イツエのボーカリスト。瑞葵はボーカルのほか、楽曲のメロディ、歌詞、アートワーク、グッズを作り上げた。2015年9月11日無期限での活動休止、2022年9月11日正式解散。
- 歌声は「神秘性を帯びた部分や伸びやかで艶やかな歌声に加え、色気やふくよかさ、時に哀愁や情緒も織り込まれたもの」[19]、「幼い少女のような純粋さと危うさをあわせ持ち、心から零れ落ちそうな感情を吐露するかのごとく歌い上げる瑞葵のどこか憂いを帯びた歌声」[20]と称される。
- 歌詞をイメージしながら歌うことが多く、劇伴作家の澤野弘之は「彼女の声は物語を感じさせてくれると言うか、僕が歌詞に込めた以上の意味を持たせてくれる」[21]と言い[注 6]、また、初音ミクV3公式デモソングを制作したボカロP Heavenzは「詩の意図や背景を感じ取るmizukiさんの感性は凄まじく、また、それを表現する歌唱に心の底から感動しました」とその表現力を称える[25]。

#### mizuki名義での主な活動
- 2014年澤野弘之によるボーカル楽曲に重点を置いたプロジェクトSawanoHiroyuki[nZk]が立ち上がり、2014年9月10日に発売された第１弾シングル「A/Z｜aLIEz」（TVアニメ「アルドノア・ゼロ」EDテーマ、挿入歌）にmizuki名義でゲストボーカルとして参加。 [26]なお、同作品に係る新曲「A/Z」「aLIEz」「Keep on keeping on」の3曲は、音楽配信サイト・iTunes Store及びmoraの各サイト総合シングルチャートで同時TOP10入りを果たす大反響をみせた。 [27]また、「aLIEz」は2020年4月8日YouTubeチャンネル「THE FIRST TAKE」にて披露され2025年1月17日現在で再生回数は770万回を超える[28]。
- 2020年6月24日SUGIZO監修「機動戦士ガンダム 40th Anniversary Album 〜BEYOND〜」の「EGO<SODv>」にSUGIZO、澤野弘之と共にボーカル参加。
- 2022年に開催された「THE 8TH ANIME TRENDING AWARDS」では、mizukiが歌う「Avid」（TVアニメ「８６―エイティシックス―」EDテーマ）がENDING THEME SONG OF THE YEARとして1位を獲得[29]。
- 上記に加え、2022年5月18日にはHeavenzにゲストボーカルとして迎えられ、Digital EP「マヤの時辰儀 feat. mizuki」をリリースしている。

#### 瑞葵名義での主な活動
- 瑞葵名義での活動はイツエでも行われていた[注 7]が、2016年「ワールド オブ ファイナルファンタジー」のオープニングテーマ「イノセント²」を、2017年「ワールドオブファイナルファンタジーメリメロ」の主題歌「イノセント³」に瑞葵が作詞、ボーカル、金野がベーシストとして参加。
- 2020年10月には草野華余子（作詞・作曲）と堀江晶太（編曲）による三国志名将伝主題歌「不屈の野生 ～Tiger in my heart～」にボーカルとして参加。

### 金野倫仁 / こんの つぐひと
- 5月27日生まれ。ベースと作曲を担当するプロデューサー。千葉県出身。なお、生まれは岡山県である。血液型O型。愛称は「こんぴ」「こんぴー」「コンノ先生」。好きな色は緑。好きなものは自分でも炊くあんこ、ラジオ、ドラえもん、YAMAHA等 [30]いちごが苦手。好きなアーティストはYMO、New Order等 [31]。
- 音楽のルーツとして、10代の間はJUDY AND MARYの影響が大きく、ベースやギターの弾き方の教材としていた[32]。
- 使用楽器はヘッドレスタイプの5弦ベースを、弦はELIXIRを愛用[33]。 UNIDOTSの二人編成ではアコースティック・ギターを担当する。
- 2011年にアメリカの楽器メーカー「スタインバーガー」の認定アーティスト「STEINBERGER ARTISTS」に、日本人として初めて選出された[34]。
- 「繊細で甘やかなスタイルから、躍動感溢れるダンサブルなアプローチまでこなす変幻自在」[35]なベースと称され、「コンノを軸にしたフレキシブルで様々な要素が現れる音楽性と、永遠と刹那が同居した真理性たっぷりの瑞葵の歌世界。そこはかとない歌謡性や哀愁性を有した人恋しさ溢れる瑞葵の歌声は、その世界観をきちんと広げていくコンノのサウンドエクイップメントと相乗し、曲毎にその歌物語へと誘い、浸らせてくれるものばかり」[36]と評価される。その一方で、金野はライブで弾く内容について、飽き性のため同じことを繰り返すのが苦手であり、毎回変えていると話す[37]。
- 元Prague（プラハ）のベーシスト。大学を中退後、ミューズ音楽院に入学し、鈴木雄太や伊東賢佑と出会い2006年Pragueを結成、ベースを担当。2009年9月メジャーデビュー、2013年無期限活動休止を発表。

#### 金野倫仁名義での主な活動
- 「初音ミクのすべて」を一日で楽しめるユーザー参加型文化祭「マジカルミライ」に2014年から2017年までベーシストとして参加。また、「初音ミク×鼓童スペシャルライブ」や初音ミクの世界ツアーである「MIKU EXPO」にて、国内の他アメリカや中国、台湾、メキシコでのツアー参加実績がある。

## 来歴
2015年
- 9月25日渋谷LOOP ANNEXでのアコースティックツーマンイベント「CLUB SYMPHOLIC」にてUNIDOTS名義による初ライブが行われた。ただし、当時はイツエの解散前であり「瑞葵fromイツエ」であった。
- 12月16日shibuya eggmanにて音楽プロジェクトUNIDOTSが立ち上げられた。

2016年
- 3月18日ツーマンライブ「生UNI定食」をshibuya eggmanにて開催。
- 7月9日より東名阪ツアー「津々浦々❤雲丹点々」を開催。
- 11月5日初のワンマンライブ「UNI漁解禁」をshibuya eggmanにて開催。
- 11月24日公開「ワールドオブファイナルファンタジーメリメロ」主題歌「イノセント³」を、瑞葵が作詞及びボーカル、金野がベーシストとして参加。

2018年
- shibuya eggmanにて4回連続企画としてツーマンライブ「SHIKISAI 2018 - 四季彩、或いは四奇才の色彩 - 」を開催。「UNI漁解禁」と合わせて計5回の主催ライブ全てが完売したこと、それもCD音源等のリリースを一切行わない中でというのは、同所としてもかなりの異例であった[38]。なお、「UNI漁解禁」では初のデモ音源が収録されたCDが来場者に配布された。また、「SHIKISAI 2018 ～ 冬編 ～」の終演後には初のMV「舗道に咲いた花」を公開。
- 5月31日に配信開始されたスクウェア・エニックスの漫画VRコンテンツ「結婚指輪物語VR」のエンディングテーマに「Girl & Boy」を提供。

2019年
- 1月よりshibuya eggmanが発行するマンスリーマガジン「eggman」に瑞葵が「UNIDOTS瑞葵の日々是春泥コラム」を連載開始。
- 3月3日2度目のワンマンライブとなる「UNIDOTS live 2019 - 孵化 -」を渋谷WWWにて開催。
- 7月より初の東名阪ワンマンツアー「UNIDOTS Live Tour 2019 幼生 - larva - 」を開催。
- 11月4日より東名阪ツアー「UNIDOTS Live Tour 2019 覚醒 - adolescence -」を開催。1st EP「複雑因子 - complex factor -」をライブ会場限定で販売。

2020年
- 6月より開始予定の東名阪ワンマンライブツアー「UNIDOTS Live Tour 2020 鮮明 - clear/blur -」は、新型コロナウイルス感染拡大の影響により同年10月開始に延期。11月7日渋谷 CLUB QUATTROにて開催されたツアーファイナル公演で、初のストリーミング配信を実施。
- 10月3日「夢見るレディオ」が豊田穂乃花の「802 Palette」にて全国初オンエア。
- 11月4日、金野と親交の深いANTENAの楽曲のリミックスを手掛けた「アルコール3% UNIDOTS Remix」をリリース。
- 11月29日YouTubeラジオ「UNIDOTSの夢見るラジオ」開始。

2021年
- 1月13日、2020年に行ったツアー・ライブ会場とオンラインショップで販売してきた2nd EP「鮮明 、あるいは 不鮮明 - clear/blur -」より収録曲4曲（ボーナストラックを除く）を配信開始。さらに、同日中国本土向けに初となる1st、2nd EPのサブスクリプション音源の配信開始。
- 2月10日リリース三国志名将伝主題歌「不屈の野生 ～Tiger in my heart～」（作詞・作曲：草野華余子、編曲：堀江晶太）に瑞葵がボーカルとして参加。
- 3月11日東日本大震災追悼10周年に、MV「灯りが消えたら」を公開[注 8]。
- 6月より「UNIDOTS Live Tour 2021 まなざし 〜差・指・刺〜」を開催。6月20日渋谷 CLUB QUATTRO公演をライブ配信。
- 11月より「UNIDOTS Live Tour 2021 めぐるる - 巡縷々 -」を開催。11月21日渋谷 CLUB QUATTRO公演をライブ配信。

2022年
- 2月事務所退所。
- 3月5日昼公演において、初のアコースティックワンマンライブ「mezzanine inc.」開催。同日アコースティック音源「あこゆに1」を発売。
- 4月7日Bitfanにて新オフィシャルサイト兼オフィシャルファンコミュニティ「UNIDOTS OFFICIAL SITE」を公開。
- 4月12日ファンコミュニティにてラジオコンテンツ「しゃべゆに」開始。
- 5月1日ファンコミュニティにて日記コンテンツ「ゆにっき」開始。
- 5月18日HeavenzのDigital EP「マヤの時辰儀」に瑞葵がボーカル参加。
- 8月より都内3連続企画「パパイヤ、マンゴー、ストロベリー」ツアーを実施。TOKIO TOKYOでのパパイヤ編にて、初の試みである女性専用エリアを設置[40]。
- 3か月連続デジタルシングルリリースとして、10月19日「ヘヴンリー?」、11月16日「とうめいにんげん」、12月14日「みつめていて」 をリリース。

2023年
- 1月1日遠藤直弥プロデュースによりモバイルゲーム「時空の絵旅人（中国名：時空中的繪旅人 For All Time）」使用曲「Twinkle（中国名：着色）」を中国国内向けにリリース。瑞葵がボーカル、金野がベーシストとして参加。
- 3月19日開催の「mezzanine labs.」にてアコースティック音源「あこゆに2」を発売。
- 4月4日ファンコミュニティ内のラジオコンテンツにて「きくUNIDOTS」開始。
- 8月30日「メメント」をリリースし、ビジュアライザーを公開。
- 9月2日ファッションメディアDrape.tokyoとポップアップ特化メディアPOPAPが企画するマーケットイベント#Drapeに音楽アーティストとして参加[41]
- 9月20日「イエス」をリリースし、ビジュアライザーを公開。
- 10月2日開催の「めざにんり・うぃ〜ゔ」にて、ニット帽の編み物を披露し完成させた。これに先立ち、瑞葵は10月22日のワンマンライブに向けて、自身のInstagramでのライブ配信にてニット帽の編み物の制作過程を配信し続けていた[注 9]同日アコースティック音源「あこゆに3」を発売。
- 10月18日「バスルーム・リフレクション」をリリースし、ビジュアライザーを公開。
- 10月19日印西市立滝野中学校の令和5年度合唱コンクールにゲスト出演。
- 10月22日「UNIDOTS ONE MAN LIVE- reweave -」を開催、3rd EP「いと と とい」を発売。このCD版は、「夢見るAM」がUNI studio ver.である点、ボーナス・トラックが含まれる点が、1月31日に配信されたダウンロード版とは異なる。
- 11月6日interfmの「Music Charge」に出演。
- 11月16日YouTubeにて、過去にリリースされた曲のreweaveバージョン第一弾となる「溺れた魚 - reweave -」の動画が公開。
- 11月21日より中国４都市を巡るツアー「UNIDOTS/mizuki 瑞葵 CHINA TOUR 2023」を開催。
- 12月1日台湾のミュージシャンNeciKen（南西肯恩）と制作した「Chasing / Tracing」をリリース。

2024年
- 2月24日UNIQLO下北沢店でのインストアライブイベントに出演。
- 4月29日「440 presents uchuu in the four forty SPECIAL 新緑の宴」に出演、同日LIVE映像作品「みるゆに1」発売。
- 7月27日ファンコミュニティ限定のVIPイベント「muzik magic」が初開催。同日、ファンコミュニティの正式名称が「muzik magic」となる。

## ディスコグラフィー

### シングル
|     | 発売日                 | タイトル                   | 収録曲                     | 備考                                                                |
| 1st | ［配信］2022年10月19日 | ヘヴンリー?                | ヘヴンリー?                | 3か月連続デジタル配信リリース第一弾。同日リリックビデオを公開。     |
| 2nd | ［配信］2022年11月16日 | とうめいにんげん           | とうめいにんげん           | 3か月連続デジタル配信リリース第二弾。同月23日リリックビデオを公開。 |
| 3rd | ［配信］2022年12月14日 | みつめていて               | みつめていて               | 3か月連続デジタル配信リリース第三弾。同月24日リリックビデオを公開。 |
| 4th | ［配信］2023年8月30日  | メメント                   | メメント                   | 同日ビジュアライザーを公開。                                        |
| 5th | ［配信］2023年9月20日  | イエス                     | イエス                     | 同日ビジュアライザーを公開。                                        |
| 6th | ［配信］2023年10月18日 | バスルーム・リフレクション | バスルーム・リフレクション | 同日ビジュアライザーを公開。                                        |

### アルバム・EP
|     | 発売日                                     | タイトル                              | 規格品番 | 収録曲 | 備考                                                                                          |
| 1st | ［CD］2019年11月4日 ［配信］2019年11月18日 | 複雑因子 - complex factor -           | DOTS-001 | 1. 舗道に咲いた花 2. 神様の言うとおり 3. 僕らの終着点 4. あなたは嘘つきだ 5. 29/07/19_demo （ボーナストラック）＊ | ＊CD盤のみ収録。なお、「interview」は同曲がアレンジされ、歌詞が乗せられたもの 。              |
| 2nd | ［CD］2020年10月31日 ［配信］2021年1月13日 | 鮮明 、あるいは 不鮮明 - clear/blur - | DOTS-002 | 1. 溺れた魚 2. Catch me, if you can 3. 夢見るレディオ 4. 潜熱 5. 27/06/20_demo （ボーナストラック）＊             | ＊CD盤のみ収録。                                                                              |
| 3rd | ［CD］2023年10月22日 ［配信］2024年1月31日 | いと と とい                          | DOTS-003 | 1. バスルーム・リフレクション 2. メメント 3. イエス 4. 夢見るAM (UNI studio ver.)* 5. 溺れた魚(demo ver.) **      | *配信版では「夢見るAM」となる。なお、同曲は「夢見るレディオ」のデモ版である。**CD盤のみ収録。 |

### アコースティック音源
|     | 発売日        | タイトル  | 収録曲                                                        | 備考                               |
| 1st | 2022年3月5日  | あこゆに1 | 1. 溺れた魚 (acoustic ver.) 2. 舗道に咲いた花 (acoustic ver.) | 「mezzanine inc.」より発売。       |
| 2nd | 2023年3月19日 | あこゆに2 | 1. みつめいて (acoustic ver.) 2. ヘヴンリー (acoustic ver.)   | 「mezzanine inc.」より発売。       |
| 3rd | 2023年10月2日 | あこゆに3 | 1. メメント (acoustic ver.) 2. 夢見るAM (acoustic ver.)       | 「めざにんり・うぃ〜ゔ」より発売。 |

### ミュージック・ビデオ
|      | 公開日         | タイトル                               | 備考                               |
| 1st  | 2018年12月8日  | 舗道に咲いた花                         | [ 43 ]                             |
| 2nd  | 2019年3月3日   | 裏街道ハイウェイ                       | [ 44 ]                             |
| 3rd  | 2019年8月9日   | 東京の精神 (Official Lyric Video)      | [ 45 ]                             |
| 4th  | 2019年10月11日 | 僕らの終着点                           | [ 46 ]                             |
| 5th  | 2020年1月15日  | あなたは嘘つきだ                       | [ 47 ]                             |
| 6th  | 2020年10月4日  | 夢見るレディオ                         | [ 48 ]                             |
| 7th  | 2020年11月29日 | 夢見るレディオ [Live Edit Version]     | [ 49 ]                             |
| 8th  | 2021年1月13日  | 溺れた魚                               | [ 50 ]                             |
| 9th  | 2021年3月11日  | 灯りが消えたら                         | 東日本大震災追悼10周年として公開。 |
| 10th | 2022年10月19日 | ヘヴンリー？ [Lyric Video]             | [ 52 ]                             |
| 11th | 2023年11月23日 | とうめいにんげん [Lyric Video]         | [ 53 ]                             |
| 12th | 2022年12月24日 | みつめていて [Lyric Video]             | [ 54 ]                             |
| 13th | 2023年8月30日  | メメント [Official Visualizer]         | [ 55 ]                             |
| 14th | 2023年9月20日  | イエス [Official Visualizer]           | [ 56 ]                             |
| 15th | 2023年10月18日 | バスルーム・リフレクション [Short MV]  | [ 57 ]                             |
| 16th | 2023年11月16日 | 溺れた魚 - reweave -                   | [ 58 ]                             |
| 17th | 2023年11月22日 | イエス - reweave -                     | [ 59 ]                             |
| 18th | 2024年2月24日  | Catch me, if you can - reweave -       | [ 60 ]                             |
| 19th | 2024年3月6日   | バスルーム・リフレクション - reweave - | [ 61 ]                             |
| 20th | 2024年3月31日  | 潜熱 - reweave -                       | [ 62 ]                             |

### その他楽曲

#### UNIDOTS名義、瑞葵名義
| 公開日         | タイトル                                                                 | 備考                                                                              |
| 2016年10月27日 | イノセント²                                                              | 「ワールドオブファイナルファンタジー」OPテーマ                                    |
| 2017年11月24日 | イノセント³                                                              | 「ワールドオブファイナルファンタジーメリメロ」主題歌                              |
| 2020年11月4日  | アルコール3% UNIDOTS Remix                                               | ANTENAの楽曲リミックス                                                            |
| 2021年1月27日  | Wings to fly feat. 足立佳奈, MaRuRi, mizuki                              | ASCA、TeddyLoidプロデュース                                                       |
| 2021年2月10日  | 不屈の野生 ～Tiger in my heart～                                         | 草野華余子、堀江晶太プロデュース「三国志名将伝」主題歌                            |
| 2022年5月18日  | 1. マヤの時辰儀 2. Strangers 3. ペイメント 4. それがあなたの幸せとしても | HeavenzプロデュースEP「マヤの時辰儀」                                             |
| 2023年1月1日   | Twinkle（中国名：着色）                                                  | 遠藤直弥プロデュース「時空の絵旅人（中国名：時空中的繪旅人 For All Time）」使用曲 |
| 2023年12月1日  | Chasing / Tracing                                                        | NeciKen（南西肯恩）共同制作                                                       |

#### SawanoHiroyuki[nZk]：mizuki名義
| 発売日                | タイトル                           | 備考                                                                              |
| 2014年9月10日         | A/Z                                | 「アルドノア・ゼロ」第1クール EDテーマ                                            |
| 2014年9月10日         | aLIEz                              | 「アルドノア・ゼロ」第1クール EDテーマ                                            |
| 2014年9月10日         | Keep on keeping on                 | 「アルドノア・ゼロ」挿入歌                                                        |
| 2015年2月4日          | &Z                                 | 「アルドノア・ゼロ」第2クール OPテーマ                                            |
| 2015年2月4日          | 0.vers                             | 「アルドノア・ゼロ」OST                                                           |
| 2015年2月4日          | No differences [nZk ver.]          | 「アルドノア・ゼロ」OST                                                           |
| 2015年2月4日          | aLIEz [mZk ver.]                   |                                                                                   |
| 2015年9月9日          | oI                                 |                                                                                   |
| 2016年12月29日        | e of s                             | 「ソウルリバース ゼロ」OPテーマ                                                   |
| 2017年6月28日         | oldToday                           | 「Re:CREATORS」第19話 挿入歌                                                      |
| 2017年9月20日         | ViEW                               |                                                                                   |
| 2018年11月28日        | Christmas Scene                    | w/Tielle                                                                          |
| 2019年3月6日          | REMEMBER                           | w/Yosh, Gemie, Tielle, naNami                                                     |
| 2019年11月6日         | Unti-L <100S-R2> with mizuki       | SawanoHiroyuki[nZk]:ASCA「Unti-L」リアレンジ                                      |
| 2020年4月8日          | Sea of Fire                        | 「機動戦隊アイアンサーガ」OPテーマ                                                |
| 2020年6月24日         | EGO ＜SODv＞ feat. mizuki & SUGIZO |                                                                                   |
| 2020年7月29日         | CRY                                | 「銀河英雄伝説 Die Neue These」NHK版OPテーマ                                      |
| 2020年12月25日        | aLIEz - From THE FIRST TAKE        | 動画は2020年4月8日に公開                                                          |
| 2021年3月3日          | Keep on keeping on ＜MODv＞        |                                                                                   |
| 2021年6月9日          | Avid                               | 「86―エイティシックス―」第1クール EDテーマ                                        |
| 2021年6月9日          | A/Z ＜MODv＞                       |                                                                                   |
| 2024年6月5日          | TuNGSTeN                           | 「勝利の女神:NIKKE」グローバル主題歌                                              |
| ［公開］2024年2月23日 | Hz（ヘルツ）                       | 「雷索纳斯 Resonance Solstice」※主題歌 ※大陸版。日本版は「レゾナンス:無限号列車」 |

## ライブ活動

### 単独・主催ライブ
| 開催日                           | タイトル                                                               | 会場                               | ゲスト                                    | 備考                                      |
| 2017年3月18日                    | UNIDOTS presents 「生UNI定食」                                         | shibuya eggman(東京都)             | 緑黄色社会                                |                                           |
| 2017年7月9日                     | 津々浦々❤雲丹点々〜東京編〜                                            | shibuya eggman(東京都)             | Qaijff                                    |                                           |
| 2017年7月20日                    | 津々浦々❤雲丹点々〜大阪編〜                                            | 心斎橋VARON(大阪府)                | Qaijff/DOG MONSTER                        |                                           |
| 2017年7月21日                    | 津々浦々❤雲丹点々〜名古屋編〜                                          | 伏見JAMMIN'(愛知県)                | Qaijff/緑黄色社会                         |                                           |
| 2017年11月5日                    | first oneman live -UNI漁解禁-                                          | shibuya eggman (東京都)            | －                                        |                                           |
| 2018年3月4日                     | UNIDOTS presents SHIKISAI 2018 - 四季彩、或いは四奇才の色彩 - ～春編～ | shibuya eggman (東京都)            | シナリオアート                            |                                           |
| 2018年6月9日                     | UNIDOTS presents SHIKISAI 2018 - 四季彩、或いは四奇才の色彩 - ～夏編～ | shibuya eggman (東京都)            | チアキ(ex:赤い公園)                       |                                           |
| 2018年9月8日                     | UNIDOTS presents SHIKISAI 2018 - 四季彩、或いは四奇才の色彩 - 〜秋編〜 | shibuya eggman (東京都)            | LOCAL CONNECT                             |                                           |
| 2018年12月8日                    | UNIDOTS presents SHIKISAI 2018 - 四季彩、或いは四奇才の色彩 - ～冬編～ | shibuya eggman (東京都)            | クアイフ                                  | [ 63 ] [ 64 ]                             |
| 2019年3月3日                     | UNIDOTS live 2019 - 孵化 -                                             | 渋谷WWW (東京都)                   | －                                        | [ 65 ]                                    |
| 2019年7月6日                     | UNIDOTS Live Tour 2019 幼生 - larva -                                  | APOLLO BASE(愛知県)                | －                                        |                                           |
| 2019年7月7日                     | UNIDOTS Live Tour 2019 幼生 - larva -                                  | 心斎橋VARON(大阪府)                | －                                        |                                           |
| 2019年7月27日                    | UNIDOTS Live Tour 2019 幼生 - larva -                                  | 渋谷WWW (東京都)                   | －                                        | [ 66 ]                                    |
| 2019年11月4日                    | UNIDOTS Live Tour 2019 覚醒 - adolescence -                            | 渋谷CLUB QUATTRO (東京都)          | －                                        |                                           |
| 2019年11月16日                   | UNIDOTS Live Tour 2019 覚醒 - adolescence -                            | 伏見JAMMIN'(愛知県)                | －                                        |                                           |
| 2019年11月17日                   | UNIDOTS Live Tour 2019 覚醒 - adolescence -                            | 梅田Shangri-La(大阪府)             | －                                        | [ 67 ]                                    |
| 2020年10月31日（6月14日分振替）  | UNIDOTS Live Tour 2020 鮮明 - clear/blur -                             | 梅田Shangri-La(大阪府)             | －                                        |                                           |
| 2020年11月3日（6月20日分振替）   | UNIDOTS Live Tour 2020 鮮明 - clear/blur -                             | 伏見JAMMIN'(愛知県)                | －                                        |                                           |
| 2020年11月7日（6月27日分振替）   | UNIDOTS Live Tour 2020 鮮明 - clear/blur -                             | 渋谷CLUB QUATTRO(東京都)           | －                                        | ライブ配信あり                            |
| 2021年6月12日                    | UNIDOTS Live Tour 2021 まなざし 〜差・指・刺〜                         | 伏見JAMMIN'(愛知県)                | －                                        | ライブ配信あり                            |
| 2021年6月20日                    | UNIDOTS Live Tour 2021 まなざし 〜差・指・刺〜                         | 渋谷CLUB QUATTRO (東京都)          | －                                        | ライブ配信あり                            |
| 2021年8月8日（6月6日分振替）     | UNIDOTS Live Tour 2021 まなざし 〜差・指・刺〜                         | 梅田Shangri-La(大阪府)             | －                                        | ライブ配信あり                            |
| 2021年11月6日                    | UNIDOTS Live Tour 2021 めぐるる - 巡縷々 -                             | 伏見JAMMIN'(愛知県)                | －                                        | ライブ配信あり                            |
| 2021年11月13日                   | UNIDOTS Live Tour 2021 めぐるる - 巡縷々 -                             | 梅田Shangri-La(大阪府)             | －                                        | ライブ配信あり                            |
| 2021年11月21日                   | UNIDOTS Live Tour 2021 めぐるる - 巡縷々 -                             | 渋谷CLUB QUATTRO (東京都)          | －                                        | ライブ配信あり                            |
| 2022年3月5日                     | UNIDOTS presents Acoustic Live 「mezzanine inc.」＜昼公演＞            | 下北沢440 (東京都)                 | －                                        | 2部編成                                   |
| 2022年3月5日                     | UNIDOTS presents Acoustic Live 「mezzanine inc.」＜夜公演＞            | 下北沢440 (東京都)                 | 空白ごっこ                                | 2部編成                                   |
| 2022年8月31日                    | 「パパイヤ、マンゴー、ストロベリー」＜パパイヤ編＞                     | 渋谷 TOKIO TOKYO (東京都)          | macico                                    |                                           |
| 2022年11月15日（10月26日分振替） | 「パパイヤ、マンゴー、ストロベリー」＜マンゴー編＞                     | 渋谷 TOKIO TOKYO (東京都)          | atagi（from Awesome City Club）/mekakushe |                                           |
| 2022年12月13日                   | 「パパイヤ、マンゴー、ストロベリー」＜ストロベリー編＞                 | SHIBUYA PLEASURE PLEASURE (東京都) | －                                        |                                           |
| 2023年3月19日                    | mezzanine labs.                                                        | 下北沢 LIVE HOUSE MOSAiC (東京都)  | －                                        | 2部編成                                   |
| 2023年4月14日                    | mahina×UNIDOTS presents.“VOICE”                                        | 渋谷LOFT HEAVEN (東京都)           | mahina/Ryu Matsuyama(solo)                |                                           |
| 2023年5月20日                    | mezzanine love.                                                        | 紫明会館 (京都府)                  | －                                        |                                           |
| 2023年10月2日                    | UNIDOTS pre. 「めざにんり・うぃ〜ゔ」                                  | 下北沢440 (東京都)                 | －                                        |                                           |
| 2023年10月22日                   | UNIDOTS ONE MAN LIVE - reweave -                                       | SHIBUYA PLEASURE PLEASURE (東京都) | －                                        |                                           |
| 2023年11月21日                   | UNIDOTS/mizuki 瑞葵 CHINA TOUR 2023                                    | MODERN SKY LAB (上海)              | －                                        |                                           |
| 2023年11月23日                   | UNIDOTS/mizuki 瑞葵 CHINA TOUR 2023                                    | MAO LIVE HOUSE (広州)              | －                                        |                                           |
| 2023年11月24日                   | UNIDOTS/mizuki 瑞葵 CHINA TOUR 2023                                    | NUBOND LIVE HOUSE (深圳)           | －                                        |                                           |
| 2023年11月26日                   | UNIDOTS/mizuki 瑞葵 CHINA TOUR 2023                                    | EAST LIVE HOUSE (北京)             | －                                        |                                           |
| 2024年3月9日                     | UNIDOTS pre. 「mezzanine drip」                                        | 下北沢440 (東京都)                 | －                                        | みるゆに１に収録 （「loveletter(仮)im」） |
| 2024年7月27日                    | muzik magic vol.1                                                      | 都内某所(非公開)                   | －                                        | ファンコミュニティ会員限定VIPイベント     |

### ゲスト出演
| 開催日                                                     | タイトル                                                                                        | 会場                                                   | 主催、他ゲスト | 備考                                                            |
| 2015年12月16日                                             | Qaijff 2ヶ月連続東名企画 ～CONNECT WORLD～                                                      | shibuya eggman (東京都)                                | Qaijff/aquarifa |                                                                 |
| 2016年6月29日                                              | Live incubeat 3 Curated by UNIDOTS                                                              | shibuya eggman (東京都)                                | Emerald/She Her Her Hers/坂口喜咲 |                                                                 |
| 2016年8月28日                                              | [FALL in SUMMER 2016年] shibuya eggman 35th anniversary                                         | shibuya eggman (東京都)                                | reading note/Emerald/Atlantis Airport/中野陽介/Thinking Dogs/A11YOURDAYS                                                                                 |                                                                 |
| 2016年9月29日                                              | CHELSEA HOTEL PRESENTS「無料ライブの日」                                                        | CHELSEA HOTEL (東京都)                                 | － |                                                                 |
| 2016年11月29日                                             | eggman 35th anniversary [UPLAYCE Showcase]                                                      | shibuya eggman (東京都)                                | Qaijff/小南泰葉 |                                                                 |
| 2017年5月31日                                              | Shinjuku MARZ×ATLANTIS AIRPORT "To the next planet"                                             | 新宿MARZ (東京都)                                      | ATLANTIS AIRPORT/MOSHIMO/la la larks(aco-duo) |                                                                 |
| 2017年9月26日                                              | Live incubeat 16                                                                                | shibuya eggman (東京都)                                | CICADAminimal set/evening cinema/TENDOUJI/踊Foot Works                                                                                                   |                                                                 |
| 2017年9月28日                                              | 「WE ARE LIVE FREAKS!」                                                                         | 梅田Zeela (大阪府)                                     | Qaijff/スノーマン/番匠谷紗衣 |                                                                 |
| 2017年10月29日                                             | 『音呼知真』#6                                                                                  | APOLLO BASE (愛知県)                                   | Qaijff/シナリオアート |                                                                 |
| 2017年11月29日                                             | Cuon 1st single 「ファンファーレ」release tour final 「はじめの一歩は残しとく！タイプでした。」 | 高田馬場CLUB PHASE (東京都)                            | Cuon/あいくれ |                                                                 |
| 2017年12月31日                                             | RAIKO-来光-RISING COUNTDOWN 2017-2018                                                           | shibuya eggman (東京都)                                | .(dot)any/Haif time Old/A11yourDays/reading note/神はサイコロを振らない/CRCK/LCKS/CICADAminimal set/西恵利香-groovy trio-/イトデンワ/Anly/showmore       |                                                                 |
| 2018年2月10日                                              | ～きょうのうた～one day music                                                                   | Music Club JANUS (大阪府)                              | Chelmico/FINLANDS/LOVE LOVE LOVE |                                                                 |
| 2018年4月8日                                               | ひつじウォーズ2018                                                                              | 梅田バナナホール(大阪府)                               | FES参加 |                                                                 |
| 2018年5月5日                                               | Salley presents 「結び柳」vol.2                                                                 | Shibuya Milkyway (東京都)                              | motorpool/Salley |                                                                 |
| 2018年8月9日                                               | [Ascent] AW2018                                                                                 | shibuya eggman (東京都)                                | イトデンワ/とけた電球/鳴ル銅鑼 |                                                                 |
| 2018年10月26日                                             | She, in the haze presents “Odd Style Vol.3”                                                     | SPACE ODD (東京都)                                     | She, in the haze/春ねむり/CRAZY VODKA TONIC |                                                                 |
| 2018年10月31日                                             | [Ascent] AW2018_02                                                                              | shibuya eggman (東京都)                                | 集団行動/テスラは泣かない。 |                                                                 |
| 2018年12月31日                                             | RAIKO -来光- RISING COUNTDOWN 2018-2019                                                         | shibuya eggman (東京都)                                | MASQUERADE HOTEL/reading note/.(dot)any/A11yourDays/Half time Old/vivid undress/DURAN/クアイフ/Cuon/Heavenstamp/RAMMELLS/underslowjams/Lucky Kilimanjaro |                                                                 |
| 2019年4月7日                                               | ひつじウォーズ2019                                                                              | 梅田バナナホール(大阪府)                               | FES参加 |                                                                 |
| 2019年5月22日                                              | 291pre 『blue filament』～ Cuon 1st Album『Muna』Release Party ～                               | 高田馬場CLUB PHASE (東京都)                            | Cuon/immortal noctiluca/aoie us fear |                                                                 |
| 2019年5月28日                                              | IF I FELL                                                                                       | APOLLO BASE (愛知県)                                   | クアイフ/ペンギンラッシュ |                                                                 |
| 2019年6月9日                                               | [Scene #6] - 空白のスゴロクツアー -                                                             | 金沢vanvan V4 (石川県)                                 | GOOD ON THE REEL/シナリオアート |                                                                 |
| 2019年7月9日                                               | /// SUMMER GODDESS ///                                                                          | shibuya eggman (東京都)                                | Anly/Nanami |                                                                 |
| 2019年8月11日                                              | オハラ☆ブレイク '19夏                                                                           | そらいろ劇場 at 天神浜オートキャンプ場 (福島県)        | FES参加 |                                                                 |
| 2019年9月26日                                              | JIGOKU-MIMI vol.03                                                                              | 仙台Rensa (宮城県)                                     | indischord/番匠谷紗衣 |                                                                 |
| 2019年10月1日                                              | s.e.v.e.r.a.l.s_09                                                                              | shibuya eggman (東京都)                                | Anly/エドガー・サリヴァン/ななみ |                                                                 |
| 2019年10月14日                                             | FM802 30PARTY MINAMI WHEEL 2019                                                                 | BEYOND at FM802 30PARTY MINAMI WHEEL 2019会場 (大阪府) | FES参加 |                                                                 |
| 2019年12月31日                                             | RAIKO -来光- RISING COUNTDOWN '19 - '20                                                         | shibuya eggman (東京都)                                | Amber's/Anly/DURAN/ななみ |                                                                 |
| 【中止】2020年5月8日（3月18日分振替）                      | [ASCENT ’20 S/S]                                                                                | shibuya eggman (東京都)                                | EOW/ななみ | 新型コロナウイルス感染症についての政府方針を踏まえ中止          |
| 【中止】2020年8月6日（3月24日分振替）                      | 291 pre ~CLUB PHASE 19th Anniversary!!~ 『New Age Connection-vol.19-』                          | 高田馬場CLUB PHASE (東京都)                            | Plot Scraps/ハルカトミユキ Triad/クレナズム/故に、零れる                                                                                                 | 新型コロナウイルス感染症についての政府方針を踏まえ中止          |
| 【中止】2021年4月29日～5月2日（2020年4月25日、26日分振替） | ARABAKI ROCK FEST.20×21 ※2020年4月25日参加予定であったARABAKI ROCK FEST.20が翌年に順延後中止    | みちのく公園北地区エコキャンプみちのく (宮城県)        | FES参加 | 新型コロナウイルス感染症についての政府方針を踏まえ中止          |
| 【中止】2021年6月5日                                       | SAKAE SP-RING 2021                                                                              | HOLIDAY NEXT NAGOYA (愛知県)                           | FES参加 | 新型コロナウイルス感染症についての政府方針を踏まえ中止          |
| 2021年8月29日                                              | 空白ごっこ「全下北沢ツアー」                                                                    | 下北沢MOSAiC (東京都)                                  | 空白ごっこ |                                                                 |
| 2021年12月31日                                             | [ LIVE FORWARD YEAR-END SP. ] – shibuya eggman 40th. anniversary –                              | shibuya eggman (東京都)                                | Anly/ななみ |                                                                 |
| 2022年2月16日                                              | es(s)ence vol.2                                                                                 | 渋谷 TOKIO TOKYO (東京都)                              | ポップしなないで |                                                                 |
| 2022年7月31日                                              | 下北沢フェスごっこ2022                                                                          | 下北沢SHELTER (東京都)                                 | FES参加 |                                                                 |
| 2023年6月14日                                              | Eutopia - 慈雨 -                                                                                | 下北沢440 (東京都)                                     | 美咲ミサ/SORI/伊織（砂布°） |                                                                 |
| 2023年7月30日                                              | SHIBUYA MUSIC WEEKS 2023                                                                        | 東急プラザ渋谷4F CREAM STUDIO Part 1 (東京都)          | FES参加 | UNIDOTS acoustic live 東急プラザ渋谷4F CREAM STUDIO Part1 15:30 |
| 2023年8月18日                                              | UNIDOTS×三好文水×中山小町｜440(four forty) presents 3man live                                   | 下北沢440 (東京都)                                     | 三好文水/中山小町 |                                                                 |
| 2023年9月2日                                               | #Drape supported by POPAP                                                                       | THE FACE DAIKANYAMA (東京都)                           | － | スペシャルアクターとして出演                                    |
| 2024年2月24日                                              | ELS×UNIQLO下北沢店 インストアイベント                                                           | UNIQLO 下北沢店 (東京都)                               | みきと/室田夏海/片桐（hakubi） |                                                                 |
| 2024年4月29日                                              | 440 presents uchuu in the four forty SPECIAL 新緑の宴                                           | CLUB251 (東京都)                                       | FES参加 | Wake up(仮) 20240429 at 下北沢251                               |
| 2024年6月１日                                              | SAKAE SP-RING 2024                                                                              | 名古屋スクールオブ ミュージック＆ダンス (愛知県)       | FES参加 |                                                                 |
| 2024年6月27日                                              | 440 presents JU!iE/UNIDOTS/OTOGI                                                                | 下北沢440 (東京都)                                     | JU!iE/OTOGI |                                                                 |
| 2024年8月31日                                              | 二次元海心沙アニメミュージックフェス2024                                                        | 海心沙人工島 (広州)                                    | FES参加 | 開催地台風の影響に伴う延期                                      |

### その他主な参加ライブ

#### SawanoHiroyuki[nZk]:mizuki名義
| 開催日                  | タイトル                                                                       | 会場                                        | 備考 |
| 2014年9月12日           | 澤野弘之 LIVE [nZk]002                                                         | Zepp Tokyo (東京都)                         | |
| 2015年2月8日            | リスアニ！STUDIO 特別編 澤野弘之 LIVE [nZk 002.5]                              | －                                          | ニコニコ生放送でのスタジオライブ&トーク |
| 2015年9月12日、13日     | 澤野弘之 LIVE [nZk]003                                                         | Zepp Tokyo (東京都)                         | |
| 2015年6月21日           | ALDNOAH.ZERO EXTRA DAY                                                         | TOKYO DOME CITY HALL (東京都)               | |
| 2016年1月30日           | SawanoHiroyuki[nZk] LIVE ｢o1｣                                                  | LIQUIDROOM (東京都)                         | |
| 2016年10月25日          | 澤野弘之 LIVE [nZk]004                                                         | なんばHatch (大阪府)                        | |
| 2016年10月26日          | 澤野弘之 LIVE [nZk]004                                                         | 福岡DRUM LOGOS (福岡県)                     | |
| 2016年11月3日           | 澤野弘之 LIVE [nZk]004                                                         | TOKYO DOME CITY HALL (東京都)               | |
| 2016年11月4日           | 澤野弘之 LIVE [nZk]004                                                         | TOKYO DOME CITY HALL (東京都)               | |
| 2017年5月27日、28日     | SME MUSIC THEATER 2017                                                         | さいたまスーパーアリーナ(埼玉県)            | |
| 2017年6月20日           | スキマスイッチ TOUR 2017 “re:Action”                                           | Zepp DiverCity (東京都)                     | |
| 2018年2月5日、6日       | SawanoHiroyuki[nZk] LIVE「2V-ALK」DAY.1 walk the A line、DAY.2 walk the B line | Zepp DiverCity (東京都)                     | |
| 2018年5月13日           | 澤野弘之 LIVE [nZk]005                                                         | パシフィコ横浜国立大ホール (神奈川県)       | |
| 2018年10月11日          | NHK WORLD-JAPAN presents SONGS OF TOKYO                                        | NHKホール (東京都)                          | |
| 2019年3月6、7日         | SawanoHiroyuki[nZk] LIVE “R∃/MEMBER”                                           | 豊洲PIT (東京都)                            | |
| 2019年9月14日           | SawanoHiroyuki LIVE[nZk] in Shanghai 2019                                      | メルセデス・ベンツアリーナ (上海)           | |
| 2019年10月10日          | SawanoHiroyuki LIVE【-30k】001                                                 | LIQUIDROOM (東京都)                         | |
| 2019年11月30日、12月1日 | SawanoHiroyuki Billboard Live 2019 1st, 2nd                                    | Billboard Live 東京 (東京都)                | |
| 2020年8月6日・7日       | 澤野弘之 LIVE “BEST OF VOCAL WORKS [nZk]                                       | －                                          | 無観客配信ライブ。Do As Infinity の伴都美子（Vo）は不参加となったが、澤野は代打として [nZk]プロジェクトのボーカリストの中からmizukiを指名。Do As Infinityの「To Know You」「Alive」「火の鳥」の3曲を、mizukiは透明感の中に凛とした力強さを宿した歌声で彩った 。 |
| 2020年12月20日          | LIVE Stream【-30k】202012                                                      | －                                          | 【-30k】会員限定生配信 |
| 2021年7月4日            | Aniplex Online Fest 2021                                                       | －                                          | 配信ライブ |
| 2021年10月9日           | SawanoHiroyuki[nZk] LIVE 2021                                                  | TOKYO DOME CITY HALL (東京都)               | |
| 2022年2月27日           | HIGH FIVE 2022                                                                 | Zepp Fukuoka (福岡県)                       | |
| 2022年3月13日           | 澤野弘之 LIVE [nZk]007                                                         | 東京国際フォーラム ホールA (東京都)         | |
| 2022年4月10日           | 「86―エイティシックス―」1st Anniversary Operation                              | TOKYO DOME CITY HALL (東京都)               | 昼夜２公演 |
| 2022年9月24日           | Aniplex Online Fest 2022                                                       | －                                          | 配信ライブ |
| 2022年10月1日           | 澤野弘之 LIVE【emU】2022                                                       | 昭和女子大学 人見記念講堂 (東京都)          | 昼夜２公演 |
| 2022年12月7日           | SACRA MUSIC MONTH                                                              | Boulevard World (Japan Anime Town) (リヤド) | |
| 2023年2月4日            | SawanoHiroyuki[nZk] LIVE 2023                                                  | 立川ステージガーデン (東京都)               | |
| 2023年12月10日          | SawanoHiroyuki Billboard Live 2023                                             | Billboard Live 大阪 (大阪府)                | 2部編成 |
| 2023年12月17日          | SawanoHiroyuki Billboard Live 2023                                             | Billboard Live 東京 (東京都)                | 2部編成 |
| 2024年6月2日            | 澤野弘之 LIVE [nZk]008                                                         | NHKホール (東京都)                          | |

瑞葵名義
| 開催日        | タイトル                                | 会場                        | 備考 |
| 2024年8月24日 | STRIX FES.VOL.4 UPDATING To NEST BASKET | アニメイトシアター (東京都) |      |

金野倫仁名義
| 開催日                  | タイトル                                                 | 会場 | 備考 |
| 2014年8月30日           | 初音ミク「マジカルミライ 2014」                          | インテックス大阪 (大阪府) |      |
| 2014年9月20日           | 初音ミク「マジカルミライ 2014」                          | 東京体育館 (東京都) |      |
| 2014年10月11日～18日    | HATSUNE MIKU EXPO 2014 in LOS ANGELES and NEW YORK       | - 10/11・12 NOKIA Theatre (ロサンゼルス) - 10/17・18 Hammerstein Ballroom (ニューヨーク) |      |
| 2015年1月16日、17日     | 〜Anisong World Tour〜 Lantis Festival 2015 in Las Vegas | The Joint~Hard Rock Hotel and Casino (ラスベガス) |      |
| 2015年6月27日・28日     | HATSUNE MIKU EXPO 2015 in SHANGHAI                       | 上海風雲電競館 (上海) |      |
| 2015年 9月 4日・5日     | 初音ミク「マジカルミライ 2015」                          | 日本武道館 (東京都) |      |
| 2016年 3月23日～4月10日 | HATSUNE MIKU EXPO 2016 Japan Tour                        | - 3/23・24 Zepp Fukuoka (福岡) - 3/29 Zepp Namba (大阪) - 3/31 Zepp Nagoya (名古屋) - 4/5 Zepp Sapporo (札幌) - 4/9・10 Zepp Tokyo (東京) |      |
| 2016年 4月23日～5月28日 | HATSUNE MIKU EXPO 2016 NORTH AMERICA                     | - 4/23 WaMu Theater (シアトル)・The Warfield (サンフランシスコ) - 5/6 Microsoft Theater (ロサンゼルス) - 5/14 The Bomb Factory (ダラス) - 5/20 Sony Centre for the Performing Arts (トロント) - 5/28 Hammerstein Ballroom (ニューヨーク)                             |      |
| 2016年6月25日・26日     | HATSUNE MIKU EXPO 2016 in Taiwan                         | New Taipei City Exhibition Hall (台北) |      |
| 2016年 9月9日～11日     | 初音ミク「マジカルミライ 2016」                          | 幕張メッセ (千葉県) |      |
| 2016年12月3日～11日     | HATSUNE MIKU EXPO 2016 China Tour                        | - 12/3～4 Happy Valley Shanghai OCT Theatre (上海) - 12/10～11 Beijing Exhibition Centre Theatre (北京) |      |
| 2017年3月4日・5日       | 初音ミク×鼓童スペシャルライブ                            | NHKホール (東京都) |      |
| 2017年4月22日           | B.I.G. Carnival“Banana.IP.Galaxy                         | 上海世博公園 (上海) |      |
| 2017年9月1日～3日       | 初音ミク「マジカルミライ 2017」                          | 幕張メッセ (千葉県) |      |
| 2018年6月2日・3日       | 初音ミク×鼓童スペシャルライブ                            | NHKホール (東京都) |      |
| 2018年6月29日～7月19日  | HATSUNE MIKU EXPO 2018 USA AND MEXICO                    | - 6/29 Microsoft Theater (ロサンゼルス) - 7/1 City National Civic(サンノゼ) - 7/6 The Bomb Factory (ダラス) - 7/8 H-E-B Center (オースティン) - 7/12 The Anthem (ワシントンD.C.) - 7/14 Hammerstein Ballroom (ニューヨーク) - 7/19 Pepsi Center WTC (メキシコシティ) |      |
| 2022年6月18日           | Anime Village                                            | Jeddah Season 2022 (ジェッダ) |      |